# Ciências aplicadas
As ciências aplicadas são os ramos das ciências que visam às aplicações do conhecimento para a solução de problemas práticos. As ciências aplicadas são importantes para o desenvolvimento tecnológico. Seu uso no cenário industrial é normalmente referenciado como pesquisa e desenvolvimento (P&D).

## Campos

### Arquitetura
Arquitetura é o processo e o produto de projetar, planejar e construir edifícios e outras estruturas físicas.

### Design
O Design, desenho industrial ou projetismo é a idealização, criação, desenvolvimento, configuração, concepção, elaboração e especificação de produtos, normalmente produzidos industrialmente ou por meio de sistema de produção em série que demanda padronização dos componentes e desenho normalizado. Essa é uma atividade estratégica, técnica e criativa, normalmente orientada por uma intenção ou objetivo, ou para a solução de um problema.

### Matemática aplicada
A matemática aplicada é um ramo da matemática que trata da aplicação do conhecimento matemático a outros domínios. Tais aplicações incluem cálculo numérico, matemática voltada a engenharia, programação linear, otimização,  modelagem contínua, biomatemática e bioinformática, teoria da informação, teoria dos jogos, probabilidade e estatística, matemática financeira,  criptografia, combinatória e até mesmo geometria finita até certo ponto, teoria de grafos como aplicada em análise de redes, e grande parte do que se chama ciência da computação.

### Física aplicada
A física aplicada é a física entendida como suporte para uma tecnologia ou uso prático particular, como por exemplo em engenharia, ao contrário da investigação básica. Esta aproximação é semelhante a dada a matemática aplicada. A Física aplicada está enraizada nas verdades fundamentais e nos conceitos básicos das ciências físicas, mas está relacionada com uso de princípios científicos em aparelhos e sistemas práticos, e na aplicação da física em outras áreas da ciência. A "Física Aplicada" distingue-se da "Física Pura" por uma combinação de fatores como a motivação e a atitude dos investigadores e a natureza das relações para com a tecnologia ou a ciência que pode ser afetada pelo seu trabalho.

### Arqueologia
Arqueologia é a disciplina científica que estuda as culturas e os modos de vida das sociedades do passado e do presente a partir da análise de vestígios materiais. É uma ciência social, isto é, que estuda as sociedades, através de seus restos materiais, sejam estes móveis (como por exemplo um objeto de arte, as Vénus) ou objetos imóveis (como é o caso das estruturas arquitectónicas). Incluem-se também no seu campo de estudos as intervenções feitas pelo homem no meio ambiente.

### Inteligência artificial
A inteligência artificial (IA) é uma área de pesquisa da ciência da computação dedicada a buscar métodos ou dispositivos computacionais que possuam ou simulem a capacidade humana de resolver problemas, pensar ou, de forma ampla, ser inteligente.

### Eletrônica
A  eletrônica é a ciência que estuda a forma de controlar a energia elétrica por meios elétricos nos quais os elétrons têm papel fundamental.

### Engenharia física
A Engenharia Física é um ramo da engenharia sem uma área de atuação específica, pois se pretende formar profissionais versáteis o suficiente para resolver problemas através de uma abordagem interdisciplinar, interagindo frequentemente com outras especialidades, tais como engenharia elétrica, engenharia de materiais e engenharia mecânica.

### Tecnologia ambiental
Tecnologia ambiental ou tecnologia verde é a aplicação das ciências ambientais para a protecção e conservação da natureza, espaço natural ou biodiversidade, no sentido de prevenir ou mitigar os impactes negativos do homem no ambiente. Nos tempos actuais, a tecnologia ambiental ganhou uma nova força, no sentido de corresponder as necessidades impostas pelo desenvolvimento sustentável.

### Engenharia florestal
A engenharia florestal é o ramo da engenharia que visa à produção de bens oriundos da floresta através do manejo de áreas florestais para suprir a demanda por seus produtos.
Tradicionalmente, o campo de trabalho restringia-se às grandes industrias de carvão, celulose e madeira serrada; hoje, com a certeza de que a humanidade depende do ambiente em que vive, esta profissão ganhou importância em outros setores. Nas agências governamentais, trabalha para manter as Unidade de Conservação e fiscalizar o uso das áreas utilizadas pela iniciativa privada. Nas agências de certificação, cria meios para que os consumidores conheçam o comportamento das empresas em relação ao ambiente. Como consultor independente, alavanca a formação de florestas em pequenas e médias propriedades rurais, gerando benefícios para as pequenas comunidades. Mais ainda: as áreas de atuação não se limitam a estas—elas continuam crescendo.

### Ciência dos materiais
Ciência dos materiais é o ramo da ciência relativo ao estudo dos materiais e a relação entre as suas propriedades, estrutura, performance, formas de caracterização e processamento. Cada processamento modifica a estrutura do material, alterando suas propriedades, que por sua vez delimitam o seu desempenho.

### Microtecnologia
Microtecnologia é a tecnologia de fabricação em escala perto do micrometro 1 µm ( milhão de vezes menor que 1 metro).
Na década de 60, os cientistas aprenderam que com um grande número transistores microscópicos em uma única microplaqueta poderiam ser construídos circuitos microelectrônicos que melhoraram dramaticamente o desempenho, a funcionalidade, e a confiabilidade e reduzir o custo de fabrico dos mesmos.
Mais recentemente, os cientistas aprenderam que não somente os dispositivos elétricos, mas também os dispositivos mecânicos, podem ser miniaturizados, prometendo os mesmos benefícios tanto ao mundo mecânico como a tecnologia de circuito integrado deu ao mundo elétrico.
Hoje, os dispositivos micromecânicos são os componentes chave em uma larga escala de produtos tais como airbags de automóveis, impressoras.

### Nanotecnologia
A nanotecnologia está associada a diversas áreas (como a medicina, eletrônica, ciência da computação, física, química, biologia e engenharia dos materiais) de pesquisa e produção na escala nano (escala atômica). O princípio básico da nanotecnologia é a construção de estruturas e novos materiais a partir dos átomos (os tijolos básicos da natureza). É uma área promissora, mas que dá apenas seus primeiros passos, mostrando, contudo, resultados surpreendentes (na produção de semicondutores, Nanocompósitos, Biomateriais, Chips, entre outros). Criada no Japão, a nanotecnologia busca inovar invenções, aprimorando-as e proporcionando uma melhor vida ao homem.

### Óptica
A óptica é um ramo da física que estuda a luz ou, mais amplamente, a radiação eletromagnética, visível ou não. A óptica explica os fenómenos de reflexão, refração e difração, a interação entre a luz e o meio, entre outras coisas.
Geralmente, a disciplina estuda fenômenos envolvendo a luz visível, infravermelha, e ultravioleta; entretanto, uma vez que a luz é uma onda electromagnética, fenómenos análogos acontecem com os raios X, microondas, ondas de rádio, e outras formas de radiação electromagnética. A óptica, nesse caso, pode se enquadrar como uma subdisciplina do electromagnetismo. Alguns fenômenos ópticos dependem da natureza da luz e, nesse caso, a óptica se relaciona com a mecânica quântica.